# Фудбалски савез Мартиника
Фудбалски савез Мартиника (фр. Ligue de football de la Martinique (LFM)) је управно тело фудбала на Мартинику. Повезан је са Француским фудбалским савезом, али је независно као члан Конкакафа.
Савез је снован 1953. године, Фудбалски савез је придружени члан Конкакафа од 1991. године, а пуноправни члан од 2013. године. Удружење није члан ФИФАе.
Фудбалски савез је такође одговоран за мушку фудбалску репрезентацију Мартиника и фудбалску репрезентацију Мартиника као и за национално фудбалско такмичење за мушкарце и жене, (Martinique Championnat National).

## Достигнућа
- Светско првенство у фудбалу

Учешћа: Нема
- Конкакафов златни куп

Учешћа: 1992, 2002, 2003, 2013